# Synchiropus novaecaledoniae
Synchiropus novaecaledoniae, tên thông thường là cá đàn lia West Jumeau, là một loài cá biển thuộc chi chi Cá đàn lia gai trong họ Cá đàn lia. Loài này được mô tả lần đầu tiên vào năm 1993.

## Phân bố và môi trường sống
S. novaecaledoniae có phạm vi phân bố ở Tây Nam Thái Bình Dương. Loài này chỉ được ghi nhận tại phía đông nam của Ile des Pins (New Caledonia), gần ngọn núi ngầm West Jumeau (thuộc sống núi ngầm Norfolk). S. novaecaledoniae sống trên đáy cát, được tìm thấy ở độ sâu khoảng từ 225 đến 350 m.

## Mô tả
Chiều dài tối đa được ghi nhận ở S. novaecaledoniae là khoảng 7 cm. Chúng là loài dị hình giới tính. Cá đực có vây lưng thứ nhất màu nâu sẫm, vàng hơn ở gần rìa. Vây lưng thứ hai có các vệt màu vàng thẳng đứng, rìa màu vàng. Vây đuôi có các hàng đốm vàng, ngay gốc vây có hai đốm vàng lớn. Các vây còn lại trong suốt hoặc có màu trắng. Cá mái có nhiều đốm vàng trên cơ thể. Vây lưng thứ nhất có màu trắng hơi xanh lam, xám dần ở phía sau; màng vây thứ 3 có một đốm đen lớn. Vây lưng thứ hai có các sọc xiên màu nâu vàng.
Số gai ở vây lưng: 4; Số tia vây mềm ở vây lưng: 8; Số gai ở vây hậu môn: 0; Số tia vây mềm ở vây hậu môn: 8; Số tia vây mềm ở vây ngực: 19 - 20; Số gai ở vây bụng: 1; Số tia vây mềm ở vây bụng: 5.